# Moscow Death Brigade
Moscow Death Brigade (MDB, russe : Московская Бригада Смерти (МДБ) ) est un groupe de Moscou, en Russie, qui joue un mélange de hip-hop, de punk rock et de musique électronique. La musique du groupe et son esthétique soulignent sa position antifasciste et engagée contre le racisme, le sexisme et l'homophobie. Le groupe ne se considère pas comme politique et affirme que leurs engagements sont simplement "humains".

## L'histoire
Le groupe a été fondé en 2007 sous le nom de Hoods Up 495. Les membres viennent de la scène punk hardcore et ont entre autres travaillé avec le groupe de streetpunk Razor Bois et le groupe Siberian Meat Grinder. Tous les membres ont en commun un attachement pour le hip-hop des années 80/90 comme les Beastie Boys, Cypress Hill ou les Transplants et un positionnement antifasciste. Après s'être renommé, ils ont changé vers leur style musical actuel pour associer un rap agressif à des rythmes hardcore de guitare. Ils sortent un an plus tard une deuxième démo éponyme de trois chansons.
En 2014, le groupe a sorti son premier EP intitulé Hoods Up, une référence à l'ancien nom du groupe, sur le label allemand Fire and Flames Music. L'EP a attiré l'attention de la scène punk européenne et a fait en sorte que le groupe se fasse connaître hors des frontières de la Russie.
Après de longues tournées à travers l'Europe centrale et orientale, avec entre autres le groupe Feine Sahne Fischfilet, un EP partagé avec le groupe hardcore antifasciste russe What We Feel appelé Here to Stay est sorti, suivi d'une autre projet sortie séparément sur le label Audiolith Records avec les groupes Feine Sahne Fischfilet, Los Fastidios et What We Feel. Ce dernier était un EP dont les bénéfices ont profité aux familles d'antifascistes russes assassinés.
Le 15 février 2015, un article paru sur le réseau Indymedia en vue d'une représentation du groupe à Berlin affirmait que l'attitude antifasciste du groupe n'était que marketing. L'article déclarait qu'au contraire le groupe était sexiste, homophobe, chauvin et prônait un nationalisme russe fort. Quatre jours plus tard, le groupe a publié une déclaration rejetant fermement ces allégations. Ils expriment avec le groupe What We Feel qui a également été nommé dans l'article, qu'ils se considèrent "antifascistes contre les nationalistes et racistes de tous bords".
En mai 2017, le groupe a sorti le single Brother & Sisterhood et a annoncé à la fois un nouvel album et la poursuite de leur tournée européenne à l'automne.
En février 2018, Moscow Death Brigade sort son premier album complet Boltcutter sur le label Fire and Flames Music. En élargissant davantage leur style musical, le groupe a produit un disque entièrement électronique combinant des styles tels que Drum'n'Bass, EDM, Hardstyle, Dub et plus encore. Les deux MC et DJ ont continué de rapper sur chaque piste avec des paroles sur l'unité, leurs tournées, le graffiti, l'activisme de rue et la lutte contre la discrimination. Après la sortie de Boltcutter, le groupe s'est lancé dans une tournée européenne en deux parties jouant plus de 40 spectacles en tête d'affiche à travers le continent et au Royaume-Uni, ainsi que dans divers festivals indépendants et commerciaux comme Boomtown Fair (Royaume-Uni) ou With Full Force (Allemagne).
En 2019, Moscow Death Brigade est signé par l'agence de tournée allemande Destiny Tourbooking et fait une nouvelle tournée européenne, retournant à Boomtown, jouant au Xtreme Fest (France) et faisant la première partie de Madball en Espagne.
Le 10 avril 2020 sort l'album Bad Accent Anthems, au sein duquel le groupe continue à expérimenter la musique électronique, mais revient également  à des rythmes plus inspirés du punk rock et du heavy metal.
La tournée de sortie de l'album Bad Accent Anthems devait être la plus grande tournée pour MDB à ce jour, avec plus de 70 spectacles et festivals prévus en Europe, au Royaume-Uni et la première tournée du groupe aux États-Unis. Le groupe était censé se produire dans des festivals de musique célèbres tels que Punkrock Bowling (Las Vegas), Roskilde (Danemark) et Exit fest (Serbie). Cependant, en raison de la pandémie de COVID-19, toute la tournée et tous les festivals ont été annulés, la plupart des spectacles étant déplacés en 2021.

## Imagerie
Le groupe apparaît masqué avec des cagoules. Les identités des deux rappeurs et du DJ sont tenues secrètes. Les membres du groupe expliquent le choix des cagoules de la manière suivante : « Nos masques représentent nos racines et nos origines, d'où nous venons et ce qui a inspiré les opinions et la philosophie de notre groupe. Ces choses incluent la scène underground graffiti et les mouvements sociaux progressistes DIY. Habituellement, dans ces cercles, les gens évitent d'avoir leur visage affiché sur Internet pour de nombreuses raisons. Nous avons également toujours aimé l'idée des artistes masqués, de Kiss à MF Doom. Le port d'un masque nous permet de ne faire qu'un avec notre musique et ajoute un élément de mystère à la légende du groupe. »
Le groupe lui-même qualifie sa musique de « hip-hop Circle Pit » ou de « hip-hop hardcore ». Dans leurs clips, le groupe se montre souvent en train de graffer sur des trains ou des maisons. Les paroles russes et anglaises traitent de l'antifascisme et sont sociocritiques. Les sujets traités incluent la brutalité policière, la violence, la propagande des médias de masse, les préjugés sociaux et la conscription. Le groupe se voit comme un collectif d'amis artistes, y compris des graffeurs, des organisateurs de concerts et des militants politiques.

## Travail caritatif
Moscow Death Brigade est connue pour ses activités à but non lucratif. En 2015, le groupe a participé à un album compilation avec les groupes Feine Sahne Fischfilet, Los Fastidios et What We Feel, dont les bénéfices ont profité aux familles d'antifascistes russes assassinés.
Tout au long de 2018-2020, le groupe a travaillé avec la fondation Sisters, une organisation russe indépendante à but non lucratif qui aide les victimes de violences domestiques et sexuelles. Le groupe a récolté plus de 4 000 € grâce à sa campagne « No Means No », vendant des T-shirts représentant un crocodile mordant une main (vraisemblablement celle d'un agresseur).
En 2019, Moscow Death Brigade s'est associée à True Rebel Store (Allemagne / Suisse) pour une campagne intitulée « All for One », collectant des fonds pour l'organisation à but non lucratif allemande « Women in Exile » qui aide les femmes réfugiées souffrant d'abus et de discrimination.
Après avoir publié Bad Accent Anthems, le groupe a doublé son travail caritatif, prenant part à de nombreuses campagnes à but non lucratif tout au long de 2020. En mai 2020, le groupe sort un nouveau morceau, Put Your Mask On, enregistré et produit durant la quarantaine liée à l'épidémie de COVID-19. Les bénéfices sont reversés à une organisation russe aidant les personnes âgées dans le besoin. Le groupe s'est à nouveau associé à True Rebel pour vendre des masques de protection. Selon le site Web de True Rebel et les comptes des réseaux sociaux du groupe, tous les bénéfices allaient à une organisation russe à but non lucratif, Enjoyable Aging Foundation, qui aide les personnes handicapées et âgées ; et un masque a été donné à des personnes sans-abri en Allemagne pour chaque masque vendu.
MDB est également apparu sur le t-shirt en édition limitée de Destiny Tourbooking « I was not there tour 2020 » aux côtés de groupes comme NOFX, Pennywise et Bad Religion. Selon Destiny Tourbooking, 50 % des bénéfices des ventes sont allés à Médecins sans frontières.
Le 31 mai 2020, MDB a participé au festival numérique « Stay Home and Stay Antiracist » organisé par la Kulturinitiative Mittel-Holstein, le but principal du festival était de collecter des fonds pour diverses initiatives antiracistes en Europe.

## Discographie
- 2018 : Boltcutter (Fire and Flames Music / Rebel Sounds Records)
- 2020 : Bad Accent Anthems (Fire and Flames Music / Rebel Sounds Records)
- 2024 : Radio Hope (Fire and Flames Music / Rebel Sounds Records)

### EP
- 2007 : Hoods Up 495 (Autodistribution)
- 2008 : Moscow Death Brigade (autodistribution)
- 2014 : Hoods Up (Fire and Flames Music / Tape Or Die)
- 2015 : Here To Stay (Fire and Flames Music / Core Tex Records / The Voice of the Street Records; avec What We Feel)
- 2015 : Ghettoblaster / It's Us Remix EP 2015 (Autodistribution)
- 2021 : Flares Are Burning

### Contributions à des compilations
- 2011 : Heroes sur DrushbAntifa Fight Local Resist Global (True Rebel Records)
- 2015 : One For The Ski Mask sur United Worldwide (Audiolith / KOB Records / The Voice Of The Street Records)
- 2015 : Here To Stay sur Plastic X Bomb #91 (Plastic Bomb Records)
- 2015 : Viking’s Life sur Le Son De La Goupille: Refugees Welcome (Rap and Revenge)
- 2015 : Anne Frank's Army sur A Story Of Teeth And Flowers (In-house production)